# La Coscollosa (la Sénia)
|  | Aquest article tracta sobre la Coscollosa de la Sénia. Vegeu-ne altres significats a «la Coscollosa (Alfara de Carles)». |

La Coscollosa és una muntanya de 1.227 metres que es troba entre els municipis de la Sénia, a la comarca catalana del Montsià i Beseit a la del Matarranya.